# Đèo Ngok Wang
Đèo Ngok Wang là đèo trên Đường tỉnh 671 ở vùng ranh giới xã Ngok Wang và Ngok Réo huyện Đăk Hà tỉnh Kon Tum, Việt Nam .
Đỉnh đèo Ngok Wang ở vùng ranh giới buôn Kon Stiu xã Ngok Wang và buôn Kon Ron xã Ngok Réo của huyện Đăk Hà. Đèo cách thị trấn Đăk Hà 14°30′25″B 107°55′24″Đ / 14,506884°B 107,923452°Đ cỡ 14 km theo đường bộ ĐT671 ở hướng đông.
Do các điều chỉnh và nâng cấp tuyến đường ở địa phương mà vị trí đèo có thể thay đổi.
Cách không xa đèo là đập của Thủy điện Plei Krông trên sông Pô Kô  14°24′41″B 107°51′48″Đ / 14,411389°B 107,863333°Đ.